# Crossed Swords
Crossed Swords (クロスソード?, Kurosu Sōdo) è un videogioco arcade per la scheda hardware Neo Geo, il quale è sviluppato da Alpha Denshi e pubblicato da SNK nel 1991. Venne portato tre anni dopo (nel 1994) per la console Neo Geo CD. Il gameplay di questo titolo è simile a quello di The Super Spy, ma invece di essere uno sparatutto in prima persona e un picchiaduro, include elementi da gioco di ruolo e combattimenti hack and slash.
Il gioco consentiva un gameplay cooperativo con un massimo di due giocatori sullo stesso schermo. Poiché solo le sagome dei personaggi dei giocatori sono visibili sullo schermo come modelli wireframe, proprio come Punch-Out!!, la prospettiva può essere considerata in prima persona o in terza persona. È stato successivamente citato come fonte d'ispirazione per il picchiaduro in prima persona Rage of the Gladiator del 2010. Un diretto sequel intitolato Crossed Swords II esce in Giappone nel 1995 per il Neo Geo CD, e fu uno dei pochi giochi progettati specificatamente per tale sistema casalingo di SNK, piuttosto che essere un porting arcade.

## Trama
Nella terra incantata di Belkana tutto andava bene finché non iniziarono a imperversare piaghe di creature. Dalle profondità delle montagne di Graisia, il signore della guerra dei demoni Nausizz emerse e guidò gli attacchi, spazzando via un insediamento dopo l'altro. Un coraggioso guerriero chiamato "Il Cavaliere del Viaggio" percorse una lunga strada nella missione per fermare queste mostruosità. Dopo aver aiutato il Povero Villaggio di Dio dal Caterdragon, il cavaliere si dirige al Castello Pulista, ma mentre viene informato dal re dei problemi che devono affrontare, appare un cavaliere oscuro d'élite che rapisce la principessa. Il cavaliere si fa strada combattendo attraverso le terre nemiche nella Torre Matius, nella Fortezza Gauda, nella Nave da Guerra Terrestre e infine oltrepassa l'Ingresso per il Mondo del Diavolo. Lungo il suo cammino, è aiutato dalla lealtà del regno. Il cavaliere combatte attraverso il Castello Graisia e si trova faccia a faccia con Nausizz. Essendo un demone con onore, Nausizz è così impressionato dai progressi del cavaliere che ha rimandato la principessa a Pulista. Dopo aver sconfitto Nausizz, il cavaliere si trasforma in un drago demoniaco diabolico. Il cavaliere lo uccide e fugge dal castello in rovina. Tornato a Castello Pulista, al cavaliere viene offerto di andare a vivere con il re. La pace può tornare a Belkana.

## Modalità di gioco
In Crossed Swords, le battaglie a seconda del numero dei giocatori possono essere uno contro uno o due contro due (tuttavia, alcuni boss sono uno e possono combattere due persone contemporaneamente). Esse sono intense e si svolgono principalmente in prima linea, mentre nelle retrovie sia i nemici che i personaggi hanno mezzi di attacco limitati.
I personaggi possono eseguire attacchi ampi, dal basso e di spinta combinando le quattro direzioni del joystick, e possono connettersi fino a quattro volte. Sono presenti anche attacchi ad alta potenza, attacchi a lungo raggio (che possono interrompere l'azione dell'avversario, infliggendo danni se colpiscono) e metodi di evasione di emergenza come magie come tuono e nebbia, e tecniche di spada che consumano resistenza.
Gli attacchi nemici sono generalmente di due tipi, superiori e inferiori (si distinguono dal movimento immediatamente precedente), e il danno può essere ridotto muovendo il personaggio a sinistra e a destra per evitarli, o usando uno scudo per bloccare in una posizione appropriata (ci sono anche attacchi che non possono essere bloccati). Il gameplay di base consiste nell'evitare gli attacchi nemici e contrattaccare quando mancano il bersaglio, ma anche se lo si capisce a mente, è difficile da mettere in pratica.
Quando i nemici nei sette livelli vengono sconfitti entro un certo tempo, appariranno oggetti che ripristinano la resistenza o il potere magico e oro. L'oro può essere usato per commerciare con i mercanti tra i livelli e scambiato con armi e cibo più potenti. Ci sono anche opportunità per acquisire vari scudi man mano che la storia procede.[1] Una volta completato ogni livello, vengono conteggiati i punti livello e i punti nemico che aumentano con ogni nemico sconfitto, e la somma di questi diventa punti esperienza. Raccogliendo una certa quantità di punti esperienza, il livello aumenta e la potenza d'attacco e la resistenza aumentano.
Infine, alcuni livelli presentano percorsi ramificati basati sulle scelte.

## Accoglienza
In Giappone, la rivista Game Machine elencò Crossed Swords nel numero del 1º settembre 1991 come la decima unità arcade di maggior successo del mese. Il titolo ha ricevuto un'accoglienza generalmente positiva dalla critica fin dalla sua uscita nelle sale giochi e su altre piattaforme.